# Volley
Volley är en bollsportsterm som innebär att man spelar vidare bollen utan att den studsat på marken sedan den spelats av annan spelare. Ordet kommer via engelska från franska volée, ’flygning’. Volley är det enda tillåtna i till exempel volleyboll och badminton. Det är tillåtet men inte nödvändigt i till exempel tennis och squash, men förbjudet i till exempel bordtennis. Andra sporter där termen används är till exempel fotboll och bandy. Däremot säger man inte volley i sporter där man får gripa bollen med händerna, såsom handboll och basket. Ett närbesläktat begrepp som används i till exempel brännboll är lyra, som innebär att bollen fångas före studs.